# Флавій Фравітта
Флавій Фравітта (*Flavius Fravitta, д/н — 402 або 403) — державний та військовий діяч Східної Римської імперії.

## Життєпис
Походив зі знатного готського роду. 380 року поступив на військову службу Римської імперії. Очолював проримську партію готів. У 382 році очолив частину вестготів, яких імператор Феодосій I поселив в 382 році в долині Дунаю. У 391 році бився на боці римлян в Македонії та Фракії проти готів на чолі із Еріульфом. У 395 році призначається magister militum.
У 400 році рішуче виступив на боці імператора Аркадія, який намагався послабити вплив вестготів та остготів на чолі із Гайною. Останній вчинив заколот у Константинополі та Фракії, який Фравітта успішно придушив.
У 401 році стає консулом (разом з Флавієм Вінцентієм), отримавши право сповідувати поганство. Втім імператор став вже остерігатися Фравітти, а знать імперії, яка була ще переважно римською, негативно ставилася до піднесення «варвара»-гота. Тому вже у 402 або 403 році проти нього склалася змова, жертвою якої він став. Фравітту засудили та стратили.